# 7030 Colombini
7030 Colombini è un asteroide della fascia principale. Scoperto nel 1993, presenta un'orbita caratterizzata da un semiasse maggiore pari a 2,4391126 UA e da un'eccentricità di 0,2375819, inclinata di 9,35581° rispetto all'eclittica.
L'asteroide è dedicato all'astronomo amatoriale italiano Ermes Colombini.